# Peugeot VLV
La VLV è una microvettura elettrica prodotta dal 1941 al 1943 dalla Casa francese Peugeot.

## Profilo
Durante la Seconda guerra mondiale la scarsità di petrolio era notevole, e quindi era scarsa anche la disponibilità di carburante per le autovetture. Pertanto molte case automobilistiche decisero di ricorrere a sistemi di propulsione alternativi. Tra queste vi fu la Peugeot, che all'inizio degli anni quaranta iniziò a pensare a una piccola vettura estremamente economica e che non si servisse della benzina per poter funzionare. Nel 1941 la vettura era pronta. Per la denominazione si ricorse a una sigla composta da lettere, piuttosto che alle consuete sigle numeriche con lo zero in mezzo. Si decise di battezzarla VLV, acronimo di Voiture Légère de Ville, ossia vettura leggera da città. E in effetti la VLV era una vettura che rispondeva in pieno alla sua denominazione. La piccola vettura era caratterizzata da un look estremamente semplice e nello stesso tempo molto originale, specialmente grazie alla presenza di due ruote posteriori gemellate (e quindi molto ravvicinate tra loro) e di un unico faro anteriore circolare. Disponibile unicamente come piccola cabriolet a due posti, la VLV era lunga appena 2,67 metri e larga solo 1,21. La massa a vuoto era di soli 348 kg. Il motore adottato era di tipo elettrico, alimentato da quattro batterie da 12 V ciascuna, che garantivano un'autonomia di 75/80 km.
La potenza massima era di 1,5 CV e la velocità massima era di soli 36 km/h.
La piccola vettura fu prodotta in soli 377 esemplari nelle officine di La Garenne fino al 1943, quando fu imposta l'interruzione della produzione dal governo di Vichy per non sottrarre risorse allo sforzo bellico, secondo il volere del Terzo Reich.